# Cesel·li Bas
Cesel·li Bas (en llatí: Cesellius Bassus) era un cavaller romà nascut a Cartago. Va convèncer Neró que Dido, la fundadora de Cartago, havia amagat grans tresors quan va arribar a l'Àfrica procedent de Tir, i que els podia trobar, car hom li havia revelat tot l'afer en un somni. Neró va donar crèdit a aquesta història i va enviar vaixells per portar els tresors a Roma, però Bas, després de cercar aquí i allà, no va poder trobar res i, desesperat, es va suïcidar.